# Pozdeň
Pozdeň település Csehországban, a Kladnói járásban. Pozdeň Srbeč, Milý, Jedomělice, Třebíz, Hořešovice, Líský, Plchov, Bílichov és Mšec településekkel határos. Lakosainak száma 451 fő (2024. január 1.).

## Népesség
A település lakosságának változását az alábbi diagram mutatja:
| Lakosok száma | 676  | 702  | 699  | 520  | 455  | 374  | 449  | 455  | 457  | 451  |
|               | 1869 | 1890 | 1921 | 1950 | 1980 | 2001 | 2017 | 2019 | 2022 | 2024 |